# Dendropanax morbiferus
Dendropanax morbiferus H.Lév.  är en araliaväxt som ingår i släktet Dendropanax och familjen Araliaceae. 
Inga underarter finns listade.